# 2К4 «Дракон»
2К4 «Дракон» — ракетний комплекс виробництва СРСР, призначений для озброєння ракетних танків. Розроблявся в 1957—1968 роках, використовувався як основне озброєння серійного ракетного танка ВТ-1.

## Історія створення
Проектування ракетного комплексу «Дракон» почалося з Постанови Ради Міністрів СРСР від 8 травня 1957 року у рамках теми № 2. Спочатку розробка ракетного озброєння для ракетного танка була доручена ОКБ-16, керованому А. Е. Нудельманом. Консультантом по системі керування ракети був запрошений А. А. Расплетін, керівник КБ-1. За завданням: для ураження цілі на дальності 2-3 км потрібно 1-2 ракети. Вага снаряда обмежувався 60 кг, довжина 1,5 м, калібр в 170 мм, бронепробиття задавалося в 250 мм під кутом 60 град, до нормалі.
Надалі за постановою Уряду від 4 липня 1959 р. розробка всього ракетного комплексу і ракети були доручені КБ-1ГКРЕ, керованому А. А. Расплетіним, спільно з ЦКБ-14. При цьому ОКБ-16 було звільнено від подальших робіт. Головним конструктором ракетного комплексу «Дракон» був А. І. Богданов, в розробці брав участь Д. Л. Томашевич. За пропозицією Д. Ф. Устинова розробка комплексу «Дракон» була передана в тульську ЦКБ-14 (КБ приладобудування), де розробка велася під керівництвом головного інженера Б. І. Худомінского.

## Опис
При узгодженні тактико-технічних вимог замовника були уточнені характеристики ракети, що отримала позначення ЗМ7. Її довжина зменшилася до 1,25 м, діаметр корпусу склав 180 мм (в транспортному положенні ракета вписувалася в поперечні габарити 235x235), вага залишився в межах першого завдання — до 50 кг. Спочатку для ракети опрацьовувалася дві системи наведення: напівавтоматична з передачею команд по радіолінії і стеженням за ракетою по тепловому факелу; автономну із застосуванням на кінцевій ділянці польоту теплової ГСН. Створення теплової ГСН було пов'язано з великими труднощами, з цього основною стала система наведення ракет — радіокомандная напівавтоматична. В процесі відпрацювання ракетного комплексу на вимогу замовника була доопрацьована радіоапаратура. Для забезпечення завадостійкості при одночасному пуску декількох ракет було потрібно за три хвилини перемкнути частоту радіолінії управління в межах декількох кодів.

## Конструкція ракети
Ракета ЗМ7 була виконана за аеродинамічною схемою близькою до «качки» з повністю поворотними кермом. Рулі та крила мали Х-подібне розташування. Крила ракети були складні, що забезпечувало розміщення необхідного боєзапасу на танку. У польоті ракета повинна була обертатися уздовж поздовжньої осі зі швидкістю два обороту в секунду. Опрацьовувалися два варіанти закручування ракети: за рахунок тяги двигунів — розробник ЦКБ-14, за рахунок пристроїв пускової установки — завод № 183. Для ракети в НДІПХ був розроблений спеціальний трасер інфрачервоного випромінювання.

## Випробування
Балістичні стрільби ракетами ЗМ7 почалися в жовтні 1958 р Перехід до керованих пусків затягувалося через недосконалість апаратури керування, в першу чергу — пристрої визначення координат ракети — «видикон» (розробник НДІ-160) і трасера. Для відпрацювання «видикона» використовувався літак Іл-28 і некеровані реактивні снаряди з трасерами. Незабаром довелося відмовитися від трасера, через погану видимість його в задимлених умовах, і перейшли до установки в хвостовій частині ракети прожектора яскравістю в 500 тис. свічок. А «видикон» був замінений на «диссектор».
У 1959 р на заводі № 183 було виготовлено два макетних зразка ракетного танка «Об'єкт 150» (ВТ-1) з пусковими установками, механізмами заряджання і апаратурою. Один зразок в квітні того ж року направили в НДІ БТ на Кубинку. У червні 1960 р. заводський зразок «Об'єкта 150» був відправлений на Бронетанковий полігон під м Красний Кут Саратовської області для показу керівництву країни і особисто М. С. Хрущову, який доброзичливо прийняв пояснення по ракетному танку.
В серпня 1961 року на полігоні в Кубинці почалися пуски ракети ЗМ7 зі стаціонарної пускової установки, в січні 1962 почалися пуски ракет з танка. Балістичні стрільби були продовжені з квітня 1962 по липень 1963 р. Почалися керовані пуски на дальність 1,5 км в нічних умовах. За їх результатами прожектор знову замінили на піротрассер.
Спільні випробування двох дослідних зразків «Об'єкта 150» (ВТ-1) почалося в 1964 р, в цьому ж році почався відстріл ракет. До кінця року випробували 94 ракети «Дракон». Найбільші труднощі були пов'язані з відпрацюванням системи керування ракетою. 14 вересня 1964 на полігоні відбувся показ військової техніки за участю М. С. Хрущова, був представлений «Об'єкт 150». Танк трьома ракетами на дальності 3000 м вразив одну за одною три рухомі танкові мішені.